# Mac OS X 10.0
Mac OS X 10.0 (codenaam: Cheetah) was de eerste versie van het Mac OS X-besturingssysteem van Apple. Het werd gelanceerd op 24 maart 2001 en kostte 129 euro.
Mac OS X is de opvolger van Mac OS 9. Het teken X in de naam verwijst naar het Romeinse cijfer tien. Het is een spliksplinternieuw systeem, gebaseerd op het Unix-systeem Darwin. Het werd gezien als het beste systeem ooit gelanceerd door Apple, en op de doos stond te lezen dat het "het meest geavanceerde besturingssysteem ter wereld" zou zijn. Alhoewel het overal werd geprezen voor zijn stabiliteit, kampte Mac OS X 10.0 toch met ontbrekende functies en prestatieproblemen.

## Systeembenodigdheden
Een van de redenen die het succes van Mac OS X in de weg zouden kunnen staan, waren wel de systeembenodigdheden. Mac OS X had 128 MB (128 MiB) RAM nodig, terwijl de meeste Apple-computers in die tijd standaard met 64 MB RAM geleverd werden. Ook werden upgradekaarten voor de processor, die veel voor oudere G3's gebruikt werden, niet ondersteund.
Mac OS X draaide op de volgende computers: Power Macintosh G3, G3 B&W, G4, G4 Cube, iMac, PowerBook G3, PowerBook G4, iBook
Aantal RAM nodig: 64 MB minimum, 128 MB aangeraden
Hoeveelheid harde schijfruimte nodig: 800 MB voor de minimum installatie, 1,5 GB voor de gewone installatie

## Technologieën en programma's
- Dock: het dock was een nieuwe manier om je programma's te ordenen, die geïntroduceerd werd in Mac OS X 10.0. Het is een balk (onderaan, links of rechts in je scherm) waarin links je favoriete programma's en geopende programma's staan, en rechts de prullenbak, mappen en allerlei soorten documenten (die je er zelf in zet).
- Beschermd geheugen: dit zorgde ervoor, dat als een programma crashte, het systeem kon blijven doordraaien

Complete lijst met programma's en technologieën (van de Mac OS X 10.0 doos):
Basistechnologieën:
- Aqua: De interface van Mac OS X.
- Darwin
- Quartz, de technologie die de beelden op het scherm bracht
- OpenGL 3D, een computertaal voor graphics
- QuickTime 5, de videocodec van Apple en de meest gebruikte na Flash
- Classic: Classic stond je toe Mac OS 9-programma's (die classicprogramma's werden genoemd) te draaien in Mac OS X
- Carbon en Cocoa, API's voor Mac OS X
- JRE 2 Standard Edition, een programma om Java-programma's te draaien in Mac OS X
- Apple Type Services
- AppleScript, een kleine programmeertaal van Apple die diende om automatisch taken te laten uitvoeren
- ColorSync
- Unicode-ondersteuning
- BSD-netwerkprogrammatuur

Internetvoorzieningen:
- Mail: Mail was het standaard programma om e-mail te versturen in Mac OS X
- Internetverbinding: Een assistent om connectie met het internet te maken
- Sherlock, de krachtige zoekfunctie van Mac OS 9 die voor Mac OS X nog verbeterd werd
- iTools: Een serie internet-voorzieningen van Apple, waaronder een 20 MB grote online schijf, een e-mailadres, en gratis programma's
- WebDAV
- Apache webserver, de fundering van een persoonlijke webserver
- Sleutelhanger, een programma om je wachtwoorden bij te houden
- Programmatuurupdates: Hiermee ontving je automatisch de nieuwste updates voor Mac OS X en andere programma's
- Meerdere gebruikers: Mac OS X bevatte ondersteuning voor meerdere gebruikers
- PPP, PPPoE, Airport, Ethernet: Je kon je computer op deze manieren met het internet verbinden
- Perl- en BSD-shellcommando's

Extra programmatuur:
- Adresboek: Het adresboek van Mac OS X waarin je al je contacten kon bijhouden
- Voorvertoning: Een klein programmaatje waarmee je afbeeldingen kon bekijken
- Quicktime Player: De speler voor Apples Quicktimecodec
- Terminal: De terminal stond je toe je systeem te beheren via Unixcommando's (Unix is de kern van Mac OS X)
- Teksteditor (beter bekend onder TextEdit): De kleine tekstverwerker die SimpleText verving
- Afdrukbeheer: Beheerde je printers en afdruktaken
- Aladdin Stuffit Expander, waarmee je .zip- en .sit-bestanden kon uitpakken
- Internet Explorer 5.1 (evaluatieversie), de standaard webbrowser in Mac OS X
- Adobe Flash Player, een plug-in waarmee je Flash-animaties kon afspelen
- Klassieke, moderne en Fun-lettertypen: Mac OS X bevatte een hoop lettertypen

## Kritiek
Er werd veel kritiek gegeven op Mac OS X, vooral op drie punten:
- De interface: de nieuwe Aqua interface was een pareltje, maar zorgde ervoor dat vele programma's traag liepen, en zelfs het systeem vertraagde
- Stabiliteit: Mac OS X was in feite veel stabieler dan Mac OS 9 (vooral dankzij het beschermd geheugen), maar enkele bugs veroorzaakten vele kernel panics
- Ontbrekende technologieën en drivers: een ander punt van kritiek was het ontbreken van enkele technologieën, zoals het afspelen van DVDs en het branden van CD's, en het ontbreken van o.a. printerdrivers

Als oplossing voor al deze kritiek gaf Apple Mac OS X 10.1 gratis weg, om zo alle problemen op te lossen.

## Versiegeschiedenis
- Mac OS X 10.0 (build 4K78): gelanceerd op 24 maart 2001
- Mac OS X 10.0.1 (build 4L13): gelanceerd op 14 april 2001
- Mac OS X 10.0.2 (build 4P12): gelanceerd op 1 mei 2001
- Mac OS X 10.0.3 (build 4P13): gelanceerd op 9 mei 2001
- Mac OS X 10.0.4 (build 4Q12): gelanceerd op 21 juni 2001